# Zwickel (Textil)

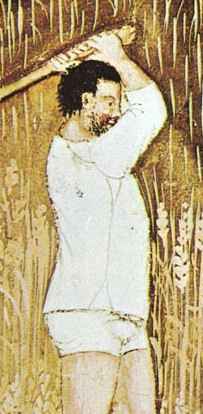
Oberhemd mit eingenähtem Zwickel unter den Armen, 14. Jahrhundert.

Ein Zwickel ist ein meist keil- oder rautenförmiges Stoffstück, das zum Zwecke des Erweiterns oder Einhaltens eines Schnittteils, manchmal auch zur Verzierung, in eine Naht eingesetzt wird. Auch der dreieckige Einsatz am Knöchel von gestrickten Strümpfen wird Zwickel genannt. Zwickel werden u. a. im Schulter- und Unterarmbereich bei Kleidern und Hemden eingesetzt sowie im Rückenteil von Jacken, bei Unterwäsche und Strumpfhosen.

## Kleidung

### Unterwäsche und Beinkleidung
In der Innenseite von Unterwäsche, insbesondere Damenunterhosen, sind Zwickel in Form einer zusätzlichen, teils ungefärbten Stofflage oder Plattierung üblich. Sie werden als „Hygienezwickel“, „Schrittfutter“, „Beleg“ oder „Wäschezwickel“ bezeichnet. Zum Einsatz kommen Baumwolle, seltener Seide, Satin oder Microfaser. Teilweise sind diese noch mit antibakterieller Wirkung versehen.
Generell verringert eine solche Stofflage die Reibung des Stoffes an der Haut. Indem sie Ausscheidungen aufnimmt, erhöht sie den Tragekomfort im Intimbereich und soll Hautreizungen, Pilz- und Harnwegs-Infektionen reduzieren. Gewebestärken reichen von zwei Stofflagen bis Netzstruktur.

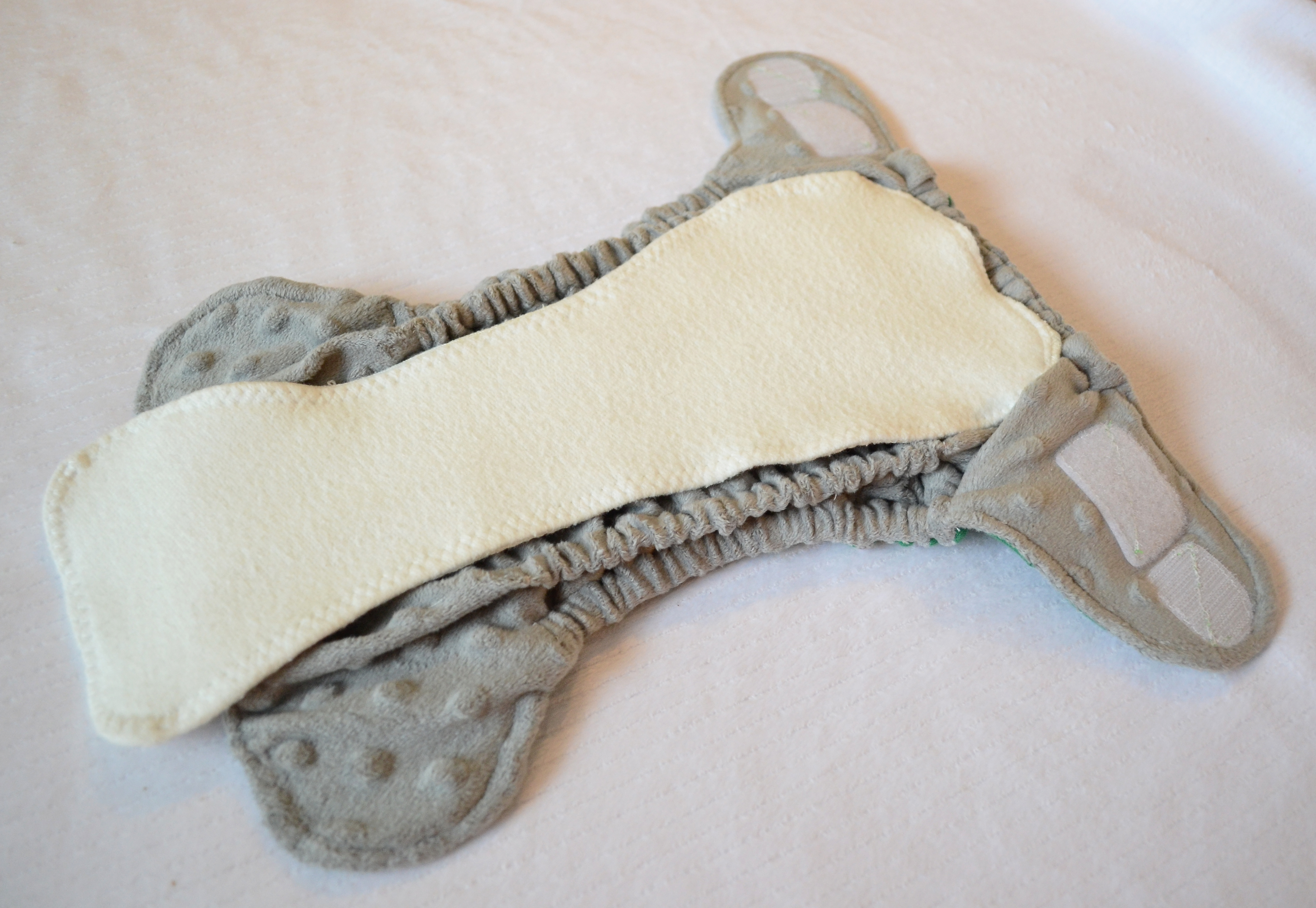
Stoffwindel mit herausnehmbarem Zwickel zum Waschen

Auch bei Laufhosen für Männer und Frauen werden Zwickel für mehr Tragekomfort eingearbeitet, außerdem sind sie Teil von Stoffwindeln.

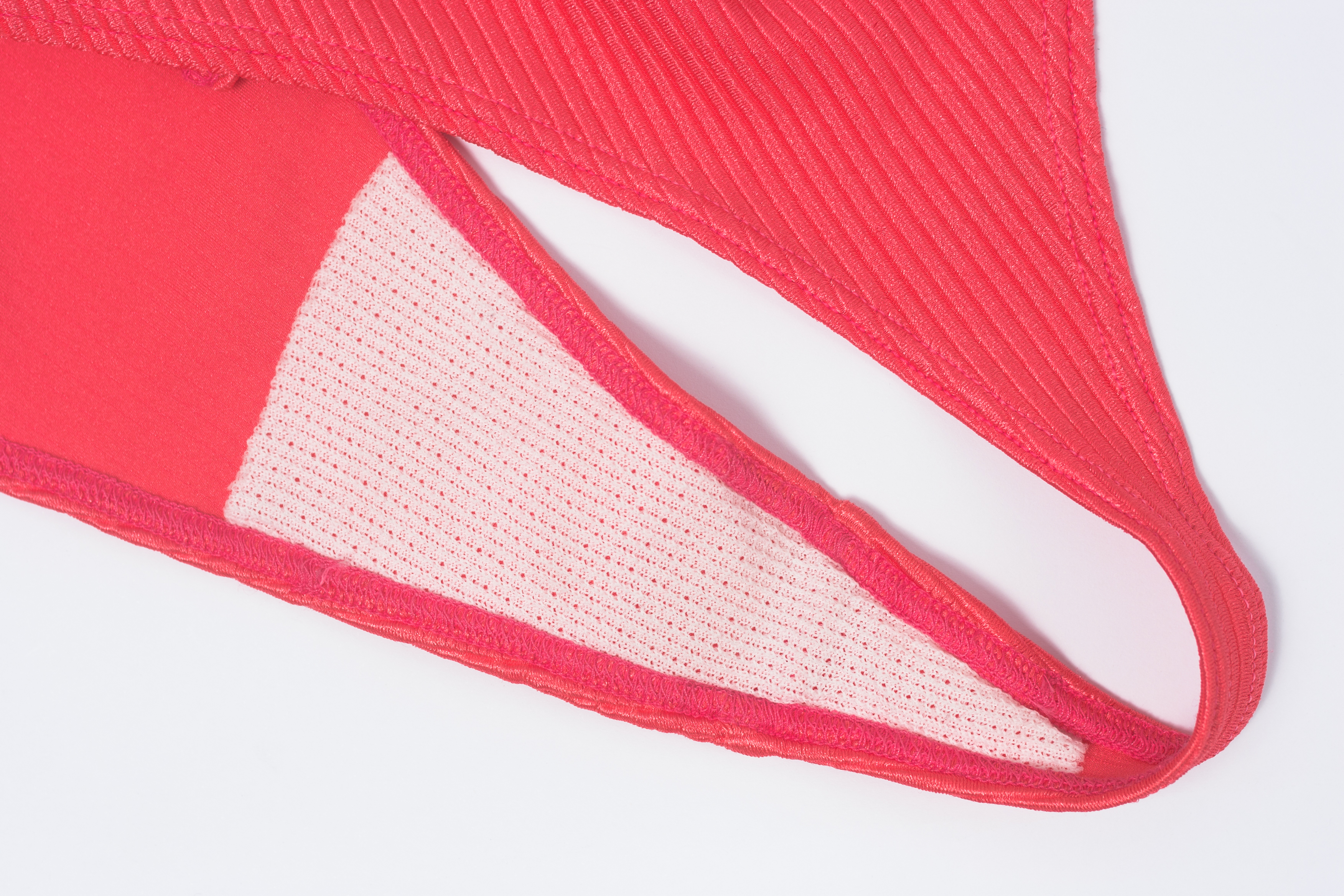
Synthetischer Netzzwickel eines Stringleotards

### Badebekleidung

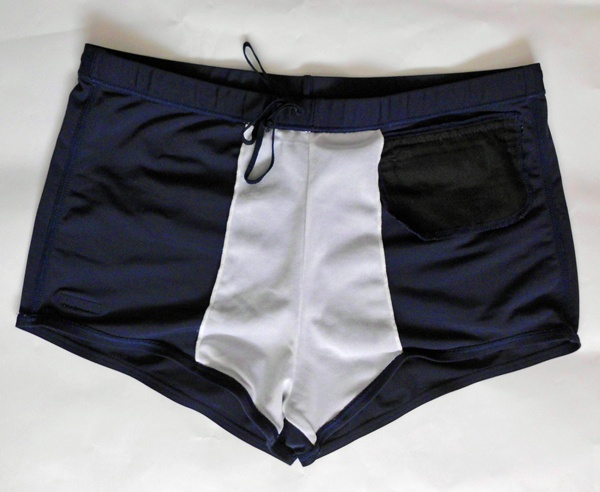
Umgedrehte Herren-Badehose mit weißem Zwickel

In Deutschland schrieb der sogenannte Zwickelerlass von 1932 vor, dass Badeanzüge für Damen wie Herren mit einem Zwickel versehen sein mussten, um weniger nackte Haut zu enthüllen. Hierbei handelt es sich um eine zusätzliche Stofflage auf der Innenseite, welche die Genitalien komplett bedeckt. Schnell trocknende feuchtigkeitsabweisende Synthetik ist hier gegenüber Baumwolle bevorzugt.

### Strumpfhosen
Bei Strumpfhosen werden Zwickel als Dehnungsausgleich und zur Verbesserung der Passform zwischen den Beinteilen benutzt und bestehen meist aus dem gleichen Material wie das Höschenteil. Folgende Schnittformen sind zu finden:
- Spitzzwickel sind durch ihre Form mit sehr geringem Materialverschnitt zu fertigen.
- Als Oval oder Kreis.
- Drachen- oder Sattelzwickel, der im Po-Bereich größer ist.
- Komfortzwickel für große Größen. Hierbei verläuft der Zwickel in V-Form, ausgehend vom Schritt bis hinauf zum hinteren Taillenbündchen, auch Keil- oder Körperformzwickel genannt.
- Bei Männerstrumpfhosen wie ein nach vorne gearbeiteter Komfort- oder Drachenzwickel, um mehr Platz für die Genitalien zu bieten. Zusätzlich kann ein Eingriff eingearbeitet sein.
- Doppel-Komfortzwickel für große Größen (hierbei verläuft der Zwickel durchgehend, zwischen der Mittelnaht bis zum Taillenbündchen)

Zum reinen Dehnungsausgleich können am Schritt zusätzliche Zwickel an der Oberschenkelinnenseite eingenäht sein.

### Sonstige Kleidung
In der Mode des Mittelalters fanden Zwickel neben der Oberbekleidung auch bei der Kopfbekleidung Verwendung. Bis in das 19. Jahrhundert war der Einsatz von Zwickeln in der Mode verbreitet, um die wenig elastischen Textilien der Form des Körpers anzupassen. In dem satirischen Lied The Song of the Shirt von 1843 singt die namenlose Näherin: „Näh! Näh! Näh! / … Saum, und Zwickel, und Band, / Band, und Zwickel, und Saum.“
Gestrickte Strümpfe haben Zwickel über den Knöcheln eingestrickt, früher zum Teil farbig abgesetzt oder verziert.
Im Sportbereich können Handschuhe, speziell Torwarthandschuhe, einen Zwickel enthalten. Im Rückenteil von meist dicken und schweren Jacken werden Zwickel verwendet, damit die Ärmel nicht nach oben rutschen. Kimonos und Oberteile mit Raglanärmeln können Zwickel unter den Armen beinhalten.

## Weitere Textilien
Zwickel werden auch genutzt, um Taschen herzustellen, zum Beispiel als Verbindungsstück zwischen der Vorder- und Rückseite einer Tragetasche.